# Bandeira de Ferros
Para a eleição da bandeira de Ferros houve um concurso. A bandeira escolhida foi criada no ano de 1972, pelo padre José Casimiro, pároco da época.
Dentro do triângulo, estão dispostas, uma em cada lado, as palavras "paz", "amor" e "progresso".